# 阿部正能
阿部正能（日语：／ Abe Masayoshi，1627年—1685年5月15日），日本江户时代大名，江户幕府老中、上总国大多喜藩主、武藏国忍藩主。忠秋系阿部家2代。官位为从四位下、播磨守。
武藏国岩槻藩主阿部正次长男阿部政澄的长男。母亲本淨院是加藤清正之女。同族阿部忠秋的养子。从四位下、播磨守。原名正令、后改为正能。正室是牧野信成之女。儿女有阿部正武（长男）、阿部正明（次男）、阿部正房（三男）、阿部正员（四男）、女儿（松井松平康宦正室）。
承应元年（1652年），成为忠秋养子。宽文11年（1671年）忠秋隐居后就任藩主。延宝元年（1673年）就任老中，延宝4年（1676年）辞任。延宝5年（1677年）隐居，长男·正武继承家督。贞享2年（1685年）去世。
忠秋在让出家督之时亲笔写了本笔记，记录了当藩主的心得和表明了对将军家效忠。

## 略历
- 宽永15年（1638年）4月、从祖父·正次处分得大多喜藩主1万石。
- 庆安5年（1652年）6月25日、成为阿部忠秋养子。（9月18日承应改元）
- 宽文11年（1671年）5月25日、继承家督。
- 延宝元年（1673年）12月23日、任职老中。
- 延宝4年（1676年）10月6日、老中辞职。